# Cicurina japonica
Cicurina japonica là một loài nhện trong họ Dictynidae.
Loài này thuộc chi Cicurina. Cicurina japonica được Eugène Simon miêu tả năm 1886.